# 우문희
우문희(禹文姬, 1948년 1월 25일 ~ )는 대한민국의 성우이다. 1968년 MBC에 입사했으며, 현재는 MBC 3기이다. 문화방송 성우극회 소속.

## 주요 출연작품

### 애니메이션
- 원탁의 기사(KBS) - 꼬마
- 타이거마스크(KBS) - 준
- 신밧드의 모험(KBS) - 핫산
- 꽃의 천사 메리벨(MBC)
- 신비한 바다의 나디아(MBC) - 킹
- 은하철도 999(MBC) - 철이
- 소공녀 세라(MBC) - 피터
- 소년 코나의 모험(MBC)
- 배너의 모험(MBC)
- 날으는 전함 브이호(MBC)
- 시골소녀 폴리안나(MBC)
- 목장의 소녀 캐트리(MBC)
- 귀염둥이 친구들(MBC)
- 고바리안(MBC)
- 톰 소여의 모험(MBC) - 허클베리 핀
- 피터팬의 모험(MBC) - 마이클
- 키다리아저씨(MBC)
- 감바의 모험(MBC) - 보보
- 금발의 제니(MBC)
- 천년여왕(MBC) - 철이
- 펭킹 라이킹(MBC) - 라이킹
- 소공녀 세라(MBC) - 피터 / 레비니아 친구 / 안느
- 알프스 소녀 안네트(MBC)
- 슈퍼 특공대(MBC) - 제나
- 들장미 소녀 캔디(MBC)
- 마징가Z(MBC) - 철이
- 마이티 마우스(MBC)
- 용감한 죠리(MBC)
- 서부소년 차돌이(MBC) - 차돌이(어린 시절)
- 우주인 뱀파이어(VIDEO) - 던
- 바라타크(VIDEO) - 프랑크
- 캡틴 퓨처(VIDEO)
- 로빈 훗의 모험(MBC)

### 애니메이션 영화
- 내 이름은 독고탁(MBC) - 독고탁
- 독고탁의 비둘기 합창(MBC) - 독고탁
- 태양의 왕자(MBC)
- 숲 속의 열두 요정(MBC)
- 흙꼭두 장군(MBC)
- 가공스런 미래전쟁(MBC)
- 머털도사와 또매(MBC) - 또매

### 외화
- 아들과 딸들(MBC) - 수잔
- 페리스의 해방(MBC) - 엄마(신디 피켓)